# Marco Venturini
Marco Venturini, född 12 juli 1960 i Pistoia, är en italiensk före detta sportskytt.
Venturini blev olympisk bronsmedaljör i trap vid sommarspelen 1992 i Barcelona.